# Consiglio internazionale delle chiese cristiane
Il Consiglio internazionale delle chiese cristiane (in inglese International Council of Christian Churches) è un'organizzazione fondamentalista cristiana, fondata il 12 agosto 1948 ad Amsterdam, costituita da chiese nazionali in aperta opposizione alle chiese liberali aderenti al Consiglio ecumenico delle chiese.
Uno dei principali esponenti, e fondatore del movimento è stato Carl McIntire, un ministro Presbiteriano che ha fondato diverse scuole bibliche e il Consiglio americano delle chiese cristiane.